# 霍斯杭格阿巴德
霍斯杭格阿巴德（Hoshangabad），是印度中央邦Hoshangabad县所辖的一个城镇。总人口97357（2001年）。

## 人口
该地2001年总人口97357人，其中男性51694人，女性45663人；0—6岁人口12685人，其中男6732人，女5953人；识字率73.40%，其中男性为79.64%，女性为66.34%。